# Anomaloglossus vacheri
Anomaloglossus vacheri Fouquet, Jairam, Ouboter e Kok, 2020 è un anfibio anuro, appartenente alla famiglia degli Aromobatidi.

## Distribuzione e habitat
È endemica del Suriname. Si sono trovate due popolazioni, una a Brownsberg e una a Voltzberg, entrambe in Suriname, vicino ai corsi d'acqua nella foresta primaria a quote medio-basse (da 100 a 500 m).